# Microthespis dmitriewi
Microthespis dmitriewi är en bönsyrseart som beskrevs av Werner 1908. Microthespis dmitriewi ingår i släktet Microthespis och familjen Mantidae. Inga underarter finns listade i Catalogue of Life.